# Droga nr 9888 (Izrael)
Droga lokalna nr 9888 (hebr. 9888 כביש) – jest drogą lokalną położoną w Górnej Galilei, na północy Izraela. Biegnie ona przez Dolinę Hula, pełniąc rolę łącznika między drogą nr 99 a drogą nr 9779.

## Przebieg
Droga nr 9888 przebiega przez Samorząd Regionu Mewo’ot ha-Chermon w Poddystrykcie Safed Dystryktu Północnego Izraela. Biegnie południkowo z północy na południe, od bazy wojskowej Bet Hillel do drogi nr 9779.
Swój początek bierze na skrzyżowaniu z drogą nr 99 przy bazie wojskowej Bet Hillel w północnej krawędzi Doliny Hula. Jadąc drogą nr 99 na zachód dojeżdża się do miasta Kirjat Szemona i skrzyżowania z drogą nr 90, lub na wschód do kibucu Ha-Goszerim. Natomiast droga nr 9888 prowadzi na południe i biegnie wzdłuż rzeki Hasbani. Po niecałym kilometrze dociera do moszawu Bet Hillel. Po wyjechaniu z osady dojeżdża do skrzyżowania z drogą nr 9779, gdzie kończy swój bieg. Natomiast jadąc drogą nr 9779 na zachód dojeżdża się do miasta Kirjat Szemona, lub na wschód do skrzyżowania z drogą nr 9778 (prowadzi na południe do kibucu Kefar Blum) i dalej do kibuców Sede Nechemja i Amir.